# Giải bóng đá vô địch quốc gia Tajikistan 2012
Mùa giải Giải bóng đá vô địch quốc gia Tajikistan 2012 có 13 đội tham gia. Các đội mới lên hạng gồm Khosilot, Istaravshan, và Zarafshon, trong khi Shodmon Ghissar bỏ giải.
Có sự giới hạn cầu thủ nước ngoài. Câu lạc bộ có thể đăng ký tổi đa 8 cầu thủ, và tối đa 5 người trên sân. Chỉ có Parvoz Bobojon Ghafurov có 8 cầu thủ nước ngoài.
Khi quyền tham gia của các câu lạc bộ Tajikistan lên từ Cúp Chủ tịch AFC sang Cúp AFC kể từ năm 2013 bởi AFC, có hai đội bóng (vô địch giải và vô địch cúp) tham gia Cúp AFC 2013.

## Đội bóng
| Câu lạc bộ              | Coach               | Thành phố    | Sân vận động                        | Sức chứa | 2011       |
| ----------------------- | ------------------- | ------------ | ----------------------------------- | -------- | ---------- |
| Energetik Dushanbe      | Tajikistan          | Dushanbe     | Stadion Aeroflot                    | 3.000    | thứ 4      |
| Guardia Dushanbe        | Sergey Kapusta      | Dushanbe     | Sân vận động Politekhnikum          | 2.000    | 11th       |
| Hosilot Farkhor         | Tajikistan          | Farkhor      | Sân vận động Farkhar                | 3.000    | Thăng hạng |
| FK Istaravshan          | Tajikistan          | Istaravshan  | Istaravshan Sports Complex          | 5.000    | Thăng hạng |
| Istiqlol Dushanbe       | Nikola Kavazović    | Dushanbe     | Sân vận động Trung tâm Cộng hòa     | 21.400   | Vô địch    |
| Khayr Vahdat FK         | Tajikistan          | Vahdat       | Sân vận động im. Safarbeka Karimova | 7.000    | thứ 5      |
| FK Khujand              | Tajikistan          | Khujand      | Sân vận động 20 năm Độc lập         | 25.000   | thứ 7      |
| Parvoz Bobojon Ghafurov | Muhammad Djuraev    | Ghafurov     | Sân vận động Furudgokh              | 5.000    | thứ 9      |
| Ravshan Kulob           | Tajikistan          | Kulob        | Sân vận động Langari Langarieva     | 20.000   | thứ 3      |
| Regar-TadAZ Tursunzoda  | Tajikistan          | Tursunzoda   | Sân vận động Metallurg 1st District | 10.000   | thứ 2      |
| SKA-Pamir Dushanbe      | Tajikistan          | Dushanbe     | Sân vận động CSKA                   | 7.000    | thứ 6      |
| Vakhsh Qurghonteppa     | Salohiddin Ghafurov | Qurghonteppa | Sân vận động Tsentralnyi            | 10.000   | thứ 8      |
| Zarafshon Pendjikent    | Tajikistan          | Pendjikent   | Sân vận động Zarafshon              | 2.000    | Thăng hạng |

## Bảng xếp hạng
Bản mẫu:Bảng xếp hạng Tajik 2012

## Kết quả
| Nhà \ Khách[1]       | ENE  | GUA  | HF    | ID   | IST | KV  | KHU   | PAR | RK  | RTT | SPD | VAK | ZP   |
| Energetik Dushanbe   |      | 2–0  | 4–0   | 0–5  | 3–2 | 1–1 | 2–2   | 2–1 | 1–2 | 0–1 | 2–0 | 0–1 | 8–0  |
| Guardia Dushanbe     | 0–1  |      | 4–2   | 1–6  | 2–4 | 1–3 | 3–0** | 0–3 | 0–4 | 0–3 | 0–1 | 0–2 | 0–3  |
| Hosilot Farkhor      | 1–1  | 0–1  |       | 0–5  | 2–1 | 0–2 | 1–0   | 1–2 | 0–5 | 1–2 | 1–3 | 0–2 | 1–1  |
| Istiqlol Dushanbe    | 1–1  | 7–0  | 4–1   |      | 4–0 | 1–1 | 10–0  | 1–0 | 1–2 | 1–2 | 4–1 | 1–0 | 6–0  |
| FK Istaravshan       | 0–0* | 1–0  | 0–1   | 0–2  |     | 1–2 | 1–2   | 1–0 | 3–1 | 1–2 | 1–0 | 2–1 | 4–1  |
| Khayr Vahdat FK      | 4–1  | 2–1  | 2–1   | 1–1  | 4–1 |     | 2–0   | 2–0 | 1–2 | 1–0 | 2–0 | 1–0 | 3–0  |
| FK Khujand           | 2–1  | 4–1  | 1–0   | 0–1  | 2–2 | 0–2 |       | 1–1 | 0–1 | 3–3 | 0–0 | 1–0 | 5–2  |
| Parvoz               | 2–1  | 1–0  | 6–1   | 0–3  | 2–2 | 5–2 | 2–3   |     | 2–2 | 1–2 | 2–1 | 0–1 | 6–0  |
| Ravshan Kulob        | 2–0  | 3–0  | 2–1   | 1–0  | 5–0 | 4–0 | 3–0   | 1–0 |     | 0–0 | 1–0 | 3–0 | 2–0  |
| Regar-TadAZ          | 3–1  | 11–0 | 9–1   | 0–0  | 5–1 | 5–2 | 2–0   | 4–1 | 1–0 |     | 2–0 | 1–0 | 12–0 |
| SKA-Pamir Dushanbe   | 1–0  | 4–0  | 3–0** | 1–1  | 1–1 | 0–0 | 3–1   | 0–0 | 0–1 | 0–2 |     | 0–3 | 5–0  |
| Vakhsh               | 1–1  | 4–1  | 3–0   | 0–1  | 1–1 | 1–2 | 0–0   | 3–4 | 0–1 | 1–1 | 0–1 |     | 4–0  |
| Zarafshon Pendjikent | 2–2  | 1–3  | 1–2   | 1–10 | 1–3 | 1–3 | 1–2   | 2–6 | 0–3 | 1–4 | 1–1 | 2–3 |      |

Nguồn: Soccerway
1 ^ Đội chủ nhà được liệt kê ở cột bên tay trái.
* Trận đấu Istaravshan-Energetik có kết quả 0–0 cho hai đội vì ẩu đả đám đông.
** Matches Gvardia-Hujand và CSKA-Pamir-Hosilot nhận chiến thắng 3–0 cho đội nhà.
Màu sắc: Xanh = Chủ nhà thắng; Vàng = Hòa; Đỏ = Đội khách thắng.

## Vua phá lưới
Vua phá lưới gồm:
| Thứ hạng | Cầu thủ            | Câu lạc bộ              | Bàn thắng (Phạt đền) |
| -------- | ------------------ | ----------------------- | -------------------- |
| 1        | Dilshod Vasiev     | Istiqlol Dushanbe       | 24                   |
| 2        | Kamil Saidov       | Regar-TadAZ Tursunzoda  | 20                   |
| 3        | Akhtam Khamrakulov | Regar-TadAZ Tursunzoda  | 18                   |
| 4        | Mirzobek Mirzoev   | Khayr Vahdat FK         | 17                   |
| 5        | Numonjon Hakimov   | Ravshan Kulob           | 12                   |
| 6        | Shodibek Gafforov  | Energetik Dushanbe      | 11                   |
| 6        | Mansur Khakimov    | Parvoz Bobojon Ghafurov | 11                   |

### Hat-trick
| Cầu thủ               | Đội bóng    | Đối thủ     | Kết quả | Ngày                 |
| --------------------- | ----------- | ----------- | ------- | -------------------- |
| Hindus Huseynzoda     | Khujand     | Guardia     | 4–1     | 15 tháng 4 năm 2012  |
| Davronjon Tukhtasunov | Regar-TadAZ | Istaravshan | 5–1     | 3 tháng 6 năm 2012   |
| Jamshed Ismailov      | Regar-TadAZ | Energetik   | 3–1     | 30 tháng 6 năm 2012  |
| Nowruz Rustamov       | Ravshan     | Vakhsh      | 3–1     | 3 tháng 10 năm 2012  |
| Kamil Saidov6         | Regar-TadAZ | Zarafshon   | 12–0    | 9 tháng 10 năm 2012  |
| Akhtam Khamrakulov4   | Regar-TadAZ | Hosilot     | 12–0    | 20 tháng 10 năm 2012 |
| Dilshod Vasiev4       | Istiklol    | Zarafshon   | 10–1    | 24 tháng 10 năm 2012 |
| Mirzobek Mirzoev      | Khayr       | Energetik   | 4–1     | 25 tháng 10 năm 2012 |
| Jahongir Ergashev     | Istiklol    | Guardia     | 7–0     | 27 tháng 10 năm 2012 |
| Shudzhoat Nematov4    | Energetik   | Zarafshon   | 8–0     | 12 tháng 11 năm 2012 |
| Kamil Saidov5         | Regar-TadAZ | Guardia     | 12–0    | 18 tháng 11 năm 2012 |
| Dilshod Vasiev4       | Istiklol    | Khujand     | 10–0    | 22 tháng 11 năm 2012 |
| Farkhod Tokhirov      | Istiklol    | Khujand     | 10–0    | 22 tháng 11 năm 2012 |

- 4 Cầu thủ ghi 4 bàn
- 5 Cầu thủ ghi 5 bàn
- 6 Player scored 6 bàn